# Cusiala
Cusiala là một chi bướm đêm thuộc họ Geometridae.

## Các loài
- Cusiala boarmoides Moore, [1887]
- Cusiala raptaria Walker
- Cusiala stipitaria (Oberthür, 1880)